# Getriebewerk Gotha

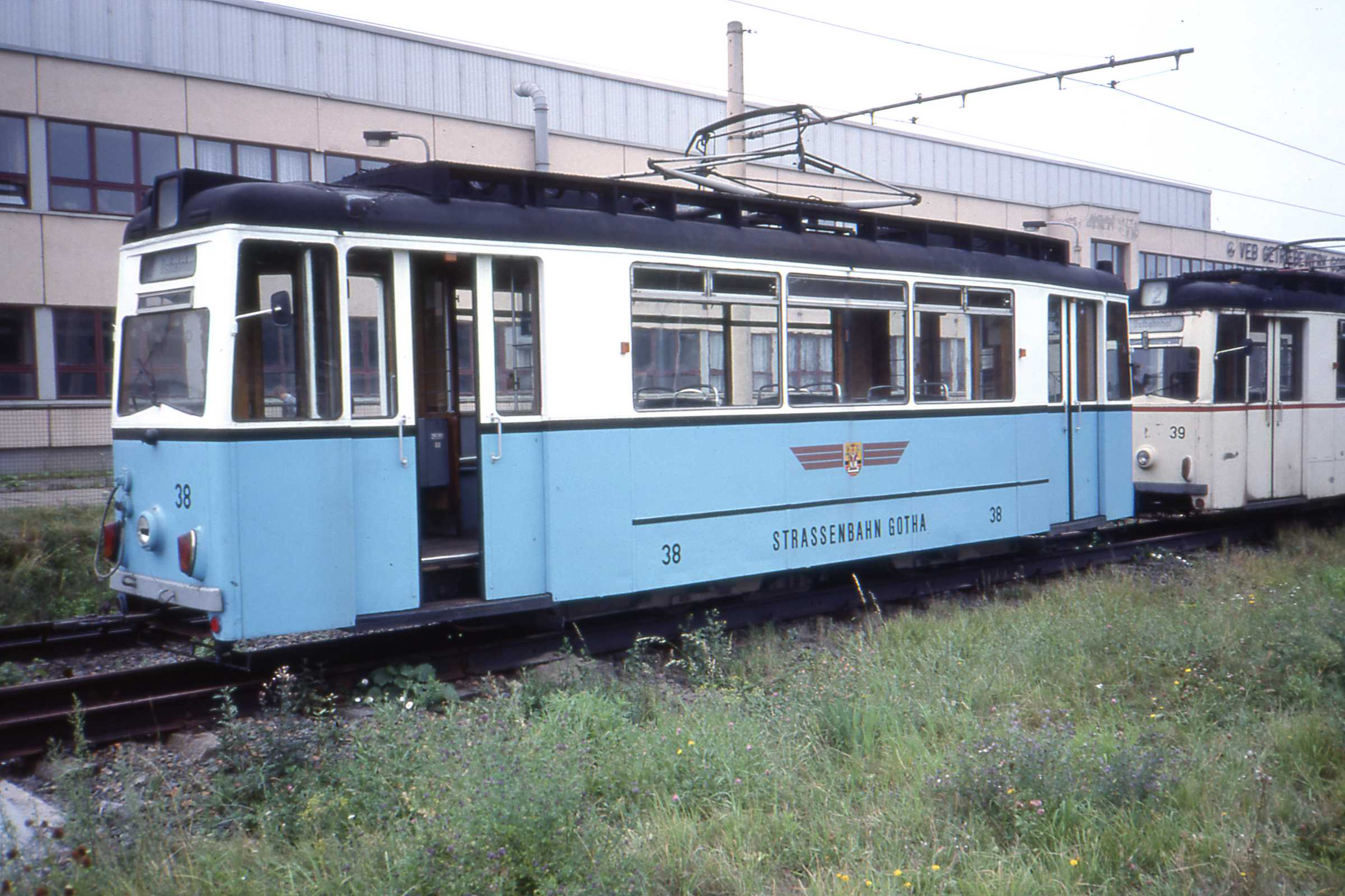
Gothawagen ET55 aus der Gothaer Waggonfabrik vor dem Getriebewerk Gotha (1989)

Das Getriebewerk Gotha ist ein Zulieferbetrieb der Maschinen- und Automobilindustrie in Gotha in Thüringen.

## Geschichte

### 1924–1948 Maschinen- und Zahnräder
Das Unternehmen Maschinen- und Zahnräder wurde am jetzigen Standort der ZF Friedrichshafen in Gotha durch Theodor Ehrlich gegründet. Der Start erfolgte mit zwei Mitarbeitern. 1945 waren bereits 442 Mitarbeiter beschäftigt. Der Maschinenpark war auf 40 Maschinen angewachsen. Produziert wurden alle Arten von Zahnrädern wie Stirn-, Schnecken- und Kegelradverzahnungen. Abgerundet wurde das Programm durch Artikel für Endverbraucher wie Sackkarren. Wegen der Auftragsübernahme für die Wehrmacht wurde Theodor Ehrlich nach 24 Jahren am 1. Juni 1948 von der Sowjetischen Militäradministration enteignet.

### 1948–1960 VEB Maschinen- und Zahnräderfabrik Gotha
Am 1. Juli 1948 wurde die Firma in einen volkseigenen Betrieb mit der Bezeichnung VEB Maschinen- und Zahnräderfabrik Gotha umgewandelt. Die Mitarbeiterzahl wuchs bis auf 650, davon 130 Auszubildende, an. Zum Produktspektrum gehörten:
- Schaltgetriebe für PKW und Schlepper
- Getriebe für Maschinen
- Ersatzteile für Kraftfahrzeuge
- Zahnräder bis zum größten Modul
- Wasserturbinen und automatische Geschwindigkeitsregler.

### 1960–1990 VEB Getriebewerk Gotha

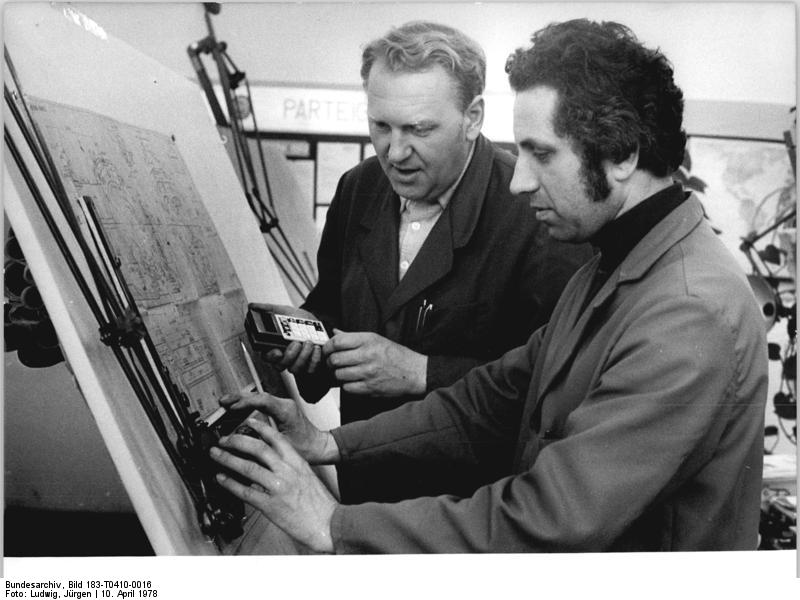
Getriebe-Konstrukteur Hans Knoll (rechts) und Abteilungsleiter für Forschung und Entwicklung Horst Lätsch am Reißbrett, VEB Getriebewerk Gotha (1978)

Im Jahr 1960 erfolgte eine weitere Änderung der Firmenbezeichnung. Ab jetzt hieß das Unternehmen VEB Getriebewerk Gotha. Dieser Name hielt sich in der Bevölkerung bis in die Gegenwart. Man spricht noch immer vom „Getriebewerk“.
Die Produktpalette umfasste:
- Getriebe für Baumaschinen
- Getriebe für Landmaschinen
- Bahngetriebe
- Marinegetriebe

Der Standort Gotha war nun das Zentrum für die Kegelradfertigung im VEB Kombinat Getriebe und Kupplungen. Die meisten Straßenbahnen in der DDR fuhren mit Getrieben aus Gotha.
Getriebe aus Gotha fanden sich in vielen Anwendungen und wurden meist projektspezifisch entwickelt. So bewährten sich die Produkte aus Gotha in vielen Schiffsanwendungen aber auch in Tagebaubaggern für Braunkohle. Andererseits wurden auch Kugelgelenke für den Wartburg in Eisenach in großer Stückzahl produziert.
Die Produkte wurden in den gesamten Wirtschaftsraum des RGW exportiert. Für einen Kunden in Finnland wurden Winkelgetriebe für Containerbrücken exklusiv gefertigt. In dieser Zeit produzierte das Werk die breiteste Produktpalette seiner Geschichte.
Technisch gelang es, ein Lastschaltgetriebe für Baumaschinen einschließlich seiner hydraulischen Steuerung der westdeutschen ZF Passau GmbH zu kopieren. Die Mitarbeiterzahl wuchs kontinuierlich an. So waren 1990 rund 1200 Mitarbeiter beschäftigt und 150 Lehrlinge in der Ausbildung.

### 1990–1995  Getriebewerk Gotha GmbH (ab 1992 Hurth-Getriebewerk Gotha GmbH)
Nach der Wende wurde das Unternehmen unter Treuhandverwaltung gestellt und in dieser Zeit in eine GmbH umgewandelt. Nach Einführung der D-Mark brachen die vormaligen Absatzgebiete Osteuropas weg.
1992 erfolgte mit nur noch 220 Mitarbeitern und 20 Auszubildenden der Verkauf an das Unternehmen Hurth in München. Hurth selbst produzierte Getriebe für Bahn-, Marine- und Elektrostapler-Anwendungen. So wurde nun in Gotha die Produktion von Getrieben für Elektrostapler aufgenommen. Es erfolgten erheblich Investitionen in eine neue Halle und die Modernisierung des Maschinenparks.

### 1995–2011 ZF Gotha GmbH
Die Hurth-Gruppe verkaufte ihre gesamte Getriebesparte zum 1. Januar 1995 an die ZF Friedrichshafen. So änderte sich der Firmenname nun in ZF Gotha GmbH. Der Standort gehörte in dieser Zeit zum Bereich Arbeitsmaschinen-Antriebstechnik der ZF. Geleitet wurde dieser Geschäftsbereich von der ZF Passau. ZF Gotha wurde zum Kompetenzzentrum für Staplersysteme entwickelt. Neben den Produkten für Elektrostapler aus der Hurth-Zeit wurden nun auch Lastschaltgetriebe und Achsen für verbrennungsmotorisch angetriebene Stapler in Gotha produziert. Diese Produkte wurden zuvor in Passau bzw. Arco/Italien gefertigt. Als einziges Nicht-Stapler-Produkt erfolgte die Produktion von Bagger-Schwenkantrieben. ZF setzte die von Hurth begonnenen Investitionsvorhaben nochmals verstärkt fort. 2001 wurde auf dem Betriebsgelände der ZF Gotha GmbH ein Montagewerk der ZF Achsgetriebe GmbH (Thyrnau) in Betrieb genommen. In diesem hochautomatisierten Werk werden Achsgetriebe für Allrad-PKW und -SUV in sehr hohen Stückzahlen montiert.
In der ZF Gotha GmbH wurde die komplette Produktpalette für Elektrostapler zwischen 2001 und 2011 erneuert. Die Altprodukte für verbrennungsmotorische Stapler wurden dagegen eingestellt.
Bis 2011 entwickelte sich das Portfolio vom reinen Getriebe zu kompletten elektrischen Antriebssystemen einschließlich Elektromotoren, Bremsen und teilweise Lenksystemen. Die Kunden erhielten mit den einbaufähigen Antriebslösungen eine vereinfachte Logistik und konnten ihre eigenen Entwicklungsaufwendungen für die Antriebe reduzieren. Die Systeme entwickelten sich für ZF Gotha zu Volumenprodukten und machten den Großteil des Umsatzes von über 50 Millionen Euro aus.
2002 begann bereits der sehr erfolgreiche Export nach China. ZF Gotha startete 2006 in der Nähe von Chicago/USA die Systemmontage von Elektroantrieben für Stapler. Getriebe aus Gotha wurden dort mit Elektromotoren aus amerikanischer Fertigung komplettiert und an Staplerhersteller in den USA und Kanada geliefert. Ein weiterer Schritt erfolgte 2008 mit einer analogen Systemmontage in Hangzhou/China. Der Exportanteil betrug für die ZF Gotha rund 75 %.
Am 21. Juni 2008 wurde der Industrieweg auf einen Vorschlag des Oberbürgermeisters in Passauer Straße umbenannt. Damit erhielt das Unternehmen, dessen damaliges Stammwerk ZF Passau innerhalb des ZF-Konzerns seinen Sitz in Passau hatte, die Adresse Passauer Straße 1.

### Seit 2011 ZF Friedrichshafen AG
Im Jahr 2011 gab sich der ZF-Konzern eine neue Unternehmensstruktur. In diesem Zuge erfolgte am 1. August 2011 die rückwirkende Verschmelzung fast aller deutschen GmbHs mit der ZF Friedrichshafen AG zum 1. Januar 2011. Letzter Geschäftsführer der ZF Gotha GmbH war Dirk Bald. Mit der Umstrukturierung erfolgte auch die Verlagerung der Entwicklung und des Vertriebes von Staplersystemen in den Standort Passau. Die Komponentenfertigung wurde auf die Standorte Passau und Steyr/Österreich aufgeteilt. Vor Beendigung der Montage im Dezember 2012 konnte noch das einmillionste Antriebssystem für Stapler in Gotha montiert werden. Seit Anfang 2013 werden alle Systeme für Elektro-Stapler in Stankov/Tschechien und Hangzhou/China montiert. Damit endete die Produktentwicklung und der Vertrieb in einem der bedeutendsten Unternehmen in Gotha.
In Gotha erfolgt weiterhin die Montage von Achsantrieben für allradgetriebene PKW und SUV. Das Werk ist heute eine Betriebsstätte der ZF Friedrichshafen AG.
Nach Abschluss der Umstrukturierung konnten im Jahr 2013 ca. 130 Arbeitsplätze für eine Kupplungsmontage gewonnen werden. Somit war der Übergang zu einem reinen Automotive-Standort erfolgreich vollzogen.

## Publikationen
- Schriftenreihe des URANIA Kultur und Bildungsvereins Gotha e. V. zur Firmengeschichte der Stadt Gotha Heft 20/1
- Schriftenreihe des URANIA Kultur und Bildungsvereins Gotha e. V. zur Firmengeschichte der Stadt Gotha Heft 20/2